# Лавров Петро Олексійович
Петро Олексійович Лавров історик-філолог слов'янських народів доби середньовіччя 1856–1929

## Життєпис
Народився 6 вересня 1856 в Ярославлі в родині викладача Демидівського юридичного ліцею.
Середню освіту отримав в Ярославській гімназії, вищу ( 1875–1879 роки) в Московському університеті. Його вчителем був відомий славіст професор О. Дювернуа. Також вагомий вплив на його погляди мали професори: Ф. Буслаєв, Н. Попов, М. Тихонравов. 1879–1883 роки, - підготовка до професорського звання. По захисті магістерської дисертації (1887 ), -  приват-доцент Московського університету. У 1892–1898 роки, - найактивніший з діячів слов'янській комісії при Московському товаристві історії та старожитностей. 1893 рік, - захист докторської дисертації, присвяченої болгарській мові. Важливим значенням, для розгортання наукових студій історика були його подорожі на Балкани в 1894, 1900, 1909 роках. В 1898–1900 роках викладав на посаді екстраординарного професора кафедри слов'янознавства Імператорського Новоросійського університету. Разом зі своїми студентами головну увагу приділяв вивченню документів із зібрання В. Григоровича. Брав активну участь в роботі слов'яно-візантійського відділення історико-філологічного товариства при Імператорському Новоросійському університеті. З 1900 працював в С.-Петербурзькому університеті та на Бестужевських курсах. В 1902 обраний членом-кореспондентом Російської академії наук,а з 1923 — її дійсним членом. Був членом-кориспондентом Сербської та Чеської Академії Наук, мав широкі контакти в слов'янському науковому світі, чому сприяло його лояльне ставлення до слов'янських культур. На відміну від деяких російських слов'янофілів не заперечував факт існування української мови та культури, підтримував контакти з Всеукраїнською академією наук. Деякі його праці публікувалися української мовою.
Помер 24 листопада 1929 року в Ленінграді.

### Науковий доробок
Творча спадщина його доробок налічує біля 200 праць. Здебільшого суто мовознавчі праці, однак ці праці мали велике значення для розгортання історичної славістики. Для історичної науки важливою є його палеографічна діяльність. Славіст знайшов, видав та проаналізував важливі пам'ятки слов'янської писемності. Частина робіт мала суто історичне та історико-літературне спрямування. Він ґрунтовно дослідив діяльність чорногорського володаря Петра II Нягоша, вплив Пушкіна на слов'янські літератури. Найважливіше значення для славістики мали узагальнюючі дослідження про життя Кирила та Мефодія і їх добу. Підсумком його багатолітньої праці була своєрідна кирило-мефодієвська енциклопедія яка була видана в Києві 1928 року. Важливе місце в його спадщині посідають дослідження з історії славістики. Здебільшого вчений застосовував біографічний жанр. Він розглядав не лише факти приватної та творчої біографії видатних славістів, але і вплив деяких з них на національне відродження своїх народів.

### Наукові публікації
- Петр II Нягош. — М., 1887;
- Об учено-литературной и политической деятельности чешского историографа Франца Палацкого // ЛИФО при ИНУ.- Т. 7. — Одесса, 1899;
- Дамаскин Студит и сборники его имени в югославянской письменности. — Одесса, 1899;
- К вопросу о Синодике царя Бориса. — Одесса, 1899; Гильфердинг А. Ф. // Русский биографический словарь. — Герберский — Гогенлоэ; Пушкин и славяне // Записки ИНУ. — Т. 81. — 1900;
- Рец. на Погодин А. Л. Из истории славянских передвижений. — СПБ, 1901 // ЖМНП. — 1901. — В. 8;
- Кирило та Методій у давньослов'янському письменстві. — К., 1928. [Архівовано 13 серпня 2020 у Wayback Machine.]